# 八幡製鉄事件
八幡製鉄事件（やはたせいてつじけん）は会社による政治献金が適法であるかについて争われた訴訟で、最高裁判所が初めて判断を下した事件である。八幡製鐵株式會社（現・日本製鉄）の株主であった老弁護士が会社による政治献金の是非を世に問うため提起した。「八幡製鉄所政治献金事件」ともいう。
この事件は最高裁まで争われ、最終的には営利法人の政治活動、その一環としての会社による政治献金が認められた。以来、会社その他の団体による政治献金の問題において必ず言及されるリーディングケースとなっている。

## 発端
1953年（昭和28年）から1954年（昭和29年）の海運造船疑獄事件で政治献金への世間の不信が高まったのをきっかけに、当時、経団連副会長であった植村甲午郎及びその下の花村仁八郎は、それまでの個々の企業からの献金をやめ、経団連を通じての自由民主党への献金システムを策定つつあった。
八幡製鉄所の代表取締役2名が、1960年（昭和35年）3月14日、同社の名において自民党へ350万円の政治献金をした。同社は「鉄鋼の製造及び販売ならびにこれに付帯する事業」をその目的とすると定款に定めていたが、これに対し株主である老弁護士は「政治献金は定款所定の目的を逸脱するものであり、その行為は定款違反の行為として商法266条1項5号(現・会社法120条1項及び847条1項)の責任に違反するものである」として同社の株主が損害賠償を求める株主代表訴訟（代位訴訟）を提起した。

## 第一審
第一審（東京地判昭和38年4月5日 判時330号29頁）は、会社が営利追求を本質的目的とする以上、株主の同意が得られるであろう行為は除いて、無償の支出行為一般は目的の範囲外であり、政治献金も目的の範囲外である。よって、それを行った取締役は金額の大小によらず、定款違反ならびに忠実義務違反に問われ、献金した額を会社に賠償しなければならないとして原告の請求を認容した。被告（八幡製鉄）は控訴した。

## 第二審
第二審（東京高判昭和41年1月31日 判時433号9頁）は取締役の会社を代表して行う政治献金は、その額が過大であるなど特段の事情が無い限り、原則として定款・法令違反を構成せず、賠償責任は発生しないとして第一審判決を取り消し、株主の請求を棄却した。被控訴人（株主）は最高裁へ上告した。

## 最高裁判決
最高裁判所は原告の上告を棄却し、会社による政治献金を認めた（最高裁判所大法廷判決昭和45年6月24日 民集24巻6号625頁/判時596号3頁）。
最高裁での争点は以下の3点である。
1. 政治献金が会社の定款所定の目的（権利能力）の範囲内か
2. 参政権との関連で憲法違反を構成するか
3. 取締役の忠実義務に反するか

これらについて最高裁は以下のように答えた。
1. 政治献金は会社の権利能力の範囲内である。
  1. 会社は定款所定の目的の範囲内において権利能力を有する、との前提に立ち、目的の範囲内の行為とは定款に明示された目的に限らず、その目的遂行のために直接または間接に必要な行為すべてを含む。
  2. 会社も自然人同様、社会の構成単位であり、社会的作用を負担せざるを得ない。その負担は企業の円滑な発展に効果があり、間接的ではあるが、（定款所定の）目的遂行上必要といえる。
  3. 政治献金も同様で、政党政治の健全な発展に協力することは社会的実在たる会社にとっては当然の行為として期待される。
2. 会社の政治献金は参政権違反ではない
  1. 会社は自然人同様、納税者たる立場において政治的意見を表明することを禁止する理由はない。
  2. 憲法第三章「国民の権利及び義務」は性質上可能な限り内国の法人にも適用すべきであり、政治的行為の自由もまた同様である。
3. 取締役の忠実義務に違反しない
  1. 忠実義務は善管注意義務を敷衍し、かつ一層明確にしたにとどまるのであって、それとは別個の高度な義務を規定したものではない。
  2. 合理的範囲内を超え、会社規模などからいって不相応な額の政治献金でもない限り、忠実義務違反とはならない。

## 学界の反応
学界の通説は判決中では傍論的に述べられているに過ぎない「社会的実在たる会社が社会的作用に属する行為を負担することは、間接的に会社の利益となり、目的の範囲内に含まれる」という部分を実質的理由とみなして、当該判決の結論を支持している。
しかし、これ以外の判決理由（特に政党政治を賛美する点と納税と参政権を関連づけた点）は全く支持を得ていない。当時の通説は、企業や労働組合などの団体による政治献金を将来的には全廃するという当時の時流（選挙制度審議会答申にその旨示されている）を前提に、政治資金規正法がある以上、会社による政治献金は解釈によってではなく立法によって解決されるべきとの立場であった。つまり政治献金を容認する立場といえどもそれを全肯定する立場ではないし、まして政党政治を美化したり納税と参政権を関連づけたりという最高裁の理論とは全く異なるものであった。
本事件に関しては、会社による政治献金を肯定する鈴木竹雄とこれを憲法違反として否定する富山康吉両教授によって激しい論戦が繰り広げられたが、上記のように前者が通説的地位を得た。

## 法人の人権
本判決は法人の人権がどこまで認められるか、という点でも注目され、憲法学界において注目される判決であった。法人の政治的自由が認められたことは一つのエポックであった。しかしながら、すべての法人が自由な政治活動を認められるわけではない。南九州税理士会事件では、税理士会の政治献金行為が会の目的の範囲外とされた。

## 判決以後の事件と法制
1974年の田中角栄の金脈問題を契機に、1975年、三木内閣により政治資金規正法の全面的な改正が行われた。この時、寄附の制限が導入され、同時に政治団体の収支公開も強化された。
1976年に発覚したロッキード事件、また1988年に発覚したリクルート事件などから、選挙制度と政治資金制度に関する抜本的な「政治改革」がさらに大きな政治課題として認識されるようになった。
1992年、宮澤内閣は緊急改革として、政治資金パーティーに関する規制、政治団体の資産公開、政治資金の運用の制限などを新設し、併せて政治倫理の確立のための国会議員の資産等の公開等に関する法律を制定した。
次いで1994年、細川内閣が成立させた政治改革四法により、政党助成法が施行され、また政治資金規正法も改正され、企業・団体からの寄附を可能とする対象は、政党（政党支部を含む）、と選挙候補者の資金管理団体（政治資金団体）に限定された（政治資金規正法第21条）。また、法違反に関する罰則が強化され、候補者の有罪が確定したときに、公民権（選挙権及び被選挙権）を停止する規定が制定された。
またこのときに、1999年以降には「会社、労働組合その他の団体の、政党及び政治資金団体に対してする寄附のあり方について見直しを行うものとする」ということが附則として定められている（1994年2月4日法律第4号第10条）。
2023年に発覚した自由民主党の政治資金パーティー収入の裏金問題に関連して、立憲民主党をはじめとする野党各党は企業団体献金の禁止を盛り込んだ政治資金規制法改正案を国会に提出したが、石破茂首相は本事件の判例をもとに、企業団体献金の禁止は憲法違反であると発言している。